# Jiří Jíra
Jiří Jíra (* 14. dubna 1929 Kukleny) byl český a československý politik KSČ za normalizace ministr spojů Československé socialistické republiky.

## Biografie
Vystudoval střední školu a pak roku 1948 vstoupil do Československé lidové armády, kde v letech 1959–1971 působil na různých velitelských postech. V roce 1951 vstoupil do KSČ. Absolvoval Vojenskou akademii Antonína Zápotockého v Brně a postgraduální kurzy pro řídící pracovníky v Sovětském svazu. Roku 1972 se stal náměstkem ministra spojů. Zastupoval ČSSR v radě mezinárodní organizace Intersputnik. V KSČ se angažoval na místní a okresní úrovni. Byl členem okresního výboru KSČ. V letech 1962–1966 rovněž působil jako poslanec ONV. Od roku 1976 byl členem předsednictva OV KSČ Praha 3. Zasedal v národohospodářské komisi Ústředního výboru Komunistické strany Československa. Bylo mu uděleno Vyznamenání Za zásluhy o výstavbu a Řád rudé hvězdy.
V červnu 1986 se stal ministrem spojů v československé páté vládě Lubomíra Štrougala. Porfolio si udržel do konce funkčního období této vlády v dubnu 1988. V lednu 1988 poté, co Československo navštívil německý kancléř Helmut Kohl, nařídil Jíra ukončil rušení signálu (západo)německé rozhlasové stanice Deutschlandfunk. Působil jako vedoucí československé delegace ve stálé komisi Rady vzájemné hospodářské pomoci pro telekomunikace a pošty.